# İsmail Faikoğlu
İsmail Faikoğlu (ur. 25 sierpnia 1965) – turecki zapaśnik w stylu wolnym. Olimpijczyk z Barcelony 1992, gdzie zajął jedenaste miejsce w kategorii 62 kg.
Czwarty w mistrzostwach świata w 1993 i szósty w 1991. Brązowy medal w mistrzostwach Europy w 1992. Złoty medal na igrzyskach śródziemnomorskich w 1993 i srebrny w 1991. Drugi w Pucharze Świata w 1994 i czwarty w 1995 roku.